# ویل سامیت (مریلند)
ویل سامیت (به انگلیسی: Vale Summit) یک محدوده ثبت‌نشده در ایالات متحده آمریکا است که در شهرستان الیگنی، ایالت مریلند است و جمعیت آن در سرشماری سال ۲۰۱۰ میلادی، ۱۳۹ نفر بوده‌است.